# Charaxes candiope
Charaxes candiope е вид пеперуда от семейство Многоцветници (Nymphalidae). Видът не е застрашен от изчезване.

## Разпространение и местообитание
Разпространен е в Ангола, Бенин, Ботсвана, Буркина Фасо, Гамбия, Гана, Гвинея, Демократична република Конго, Етиопия, Замбия, Зимбабве, Йемен (Сокотра), Камерун, Кения, Кот д'Ивоар, Малави, Мозамбик, Намибия, Нигерия, Сао Томе и Принсипи, Свазиленд, Сенегал, Сиера Леоне, Танзания, Того, Южен Судан и Южна Африка.
Обитава гористи местности, места със суха почва и савани.